# Міфлор
«Міфлор» або «Мітлор» (англ. Mythlore) — дворічний (спочатку щоквартальний) рецензований науковий журнал, заснований Ґленом Ґуднайтом і видаваний Міфопоетичним товариством. Хоча в ньому публікуються статті, що досліджують жанри міфу та фентезі загалом, особлива увага приділяється трьом найвидатнішим членам Інклінґів: Джону Рональду Руелу Толкіну, Клайву Стейплзу Льюїсу та Чарльзу Вільямсу. Нинішнім головним редактором є толкіністка Джанет Бреннан Крофт. Толкінівське товариство описує «Міфлор» як «реферований науковий часопис».

## Історія
«Міфлор» з'явився у січні 1969 року під редакцією Ґлена Ґуднайта, засновника Міфопоетичного товариства. Перші випуски були фан-журналами, хоча і з «серконським» («серйозним і конструктивним») нахилом; деякий час він включав альтернативні випуски «Міфпринт». «Міфлор» став рецензованим журналом, починаючи з № 85 (зима 1999), за редакцією Теодора Шермана. З 2006 року його редагує толкінознавиця Джанет Бреннан Крофт.
Повний текст «Міфлор», починаючи з 2002 року, доступний в Expanded Academic ASAP. «Міфлор» також індексується у Щорічній бібліографії англійської мови та літератури, Міжнародній бібліографії Асоціації сучасних мов та інших джерелах. Угода з JSTOR була оголошена у 2019 році. Детальний покажчик (з анотаціями) випусків 1-100 був опублікований у січні 2008 року видавництвом The Mythopoeic Press. На зміну йому прийшов електронний покажчик, який оновлюється двічі на рік і доступний для вільного завантаження з вебсайту журналу. У 2017 році журнал став відкритим онлайн, а у 2019 році скасував захист статей, опублікованих менше одного року тому; попередні випуски доступні онлайн завдяки домовленості з бібліотекою Південно-західного державного університету Оклагоми.
«Толкін Джорнал» був раннім «серконом», який був поглинутий «Міфлор». Його заснував засновник Нью-Йоркського Толкінівського товариства Річард Плотц у 1965 році. Дік Плоц пішов у відставку після випуску №8, і Ед Мешкіс перебрав на себе керівництво товариством і журналом. У випуску №15 Мешкіс оголосив про остаточне злиття Американського товариства Толкіна з Міфопоетичним товариством і «Толкін Джорнал» з «Міфлор». Коли редактором «Міфлор» №12 став Ґуднайт, на сторінці змісту замість «Толкін Джорнал» з'явився новий підзаголовок «Журнал досліджень творчості Дж. Р. Р. Толкіна, К. С. Льюїса та Чарльза Вільямса» (англ. A Journal of J.R.R. Tolkien, C.S. Lewis, and Charles Williams Studies).